# Desmonema glaciale
Desmonema glaciale is een schijfkwal uit de familie Cyaneidae. De kwal komt uit het geslacht Desmonema. Desmonema glaciale werd in 1986 voor het eerst wetenschappelijk beschreven door Larson. 